# Chloris (állatnem)
A Chloris a madarak osztályának verébalakúak (Passeriformes) rendjébe a pintyfélék (Fringillidae) családjába tartozó nem.
Az ide sorolt fajokat korábban a Carduelis nembe sorolták, de a 2012-ben lezajlott filogenetikai és molekuláris biológiai vizsgálatok bebizonyították, hogy az a nem súlyosan polifetikus.
Ezt követően a nemet több kisebb, monofiletikus nemre bontották szét és a zöldikék a korábban már használt Chloris nembe kerültek át.
A molekuláris vizsgálatok során kiderült hogy a zöldikék nem közeli rokonai a Carduelis nembe sorolt fajoknak, hanem a feketecsőrű sivatagipintyel (Rhodospiza obsoleta) és a Rhynchostruthus nembe sorolt aranyszárnyú pintyekkel alkot egy kládot.

## Rendszerezésük
A nemet Georges Cuvier francia természettudós írta le 1800-ban, az alábbi fajok tartoznak ide:
- európai zöldike (Chloris chloris)
- szalagos zöldike (Chloris sinica)
- himalájai zöldike (Chloris spinoides)
- vietnámi zöldike (Chloris monguilloti)
- jünnani zöldike vagy feketefejű zöldike (Chloris ambigua)
- Bonin-szigeteki zöldike (Chloris kittlitzi vagy Chloris sinica kittlitzi)

A nembe tartozik még kettő régen kihalt faj is, melyek a Kanári-szigeteken éltek és csak szubfosszilis maradványaik ismertek.
Kihalásuk ideje ismeretlen valamikor a korai holocén korra tehető, de elképzelhető, hogy még éltek a szigetek emberi betelepülésekor és onnan a meghonosodott patkányok és macskák irtották ki őket.
- Trias-zöldike (Chloris triasi) – La Palma, Kanári-szigetek
- vékonycsőrű zöldike (Chloris aurelioi) – Tenerife, Kanári-szigetek